# 플래닛 51
《플래닛 51》(영어: Planet 51)은 2009년 공개된 미국의 애니메이션 영화이다.